# Cucurbita maxima
Cucurbita maxima, conhecida popularmente como abóbora-menina, abóbora-gigante, abóbora-grande e cuieira,  é uma planta da família das cucurbitáceas. Possui um grande fruto, cuja casca é utilizada para se fazer cuias, tigelas etc.

## Subespécies, cultivares e variedades
A Universidade de Ulm lista, em seu banco de dados, as seguintes subespécies:
- Cucurbita maxima Duchesne (moganga ou moranga)
- C. maxima Duchesne ssp. andreana (Naudin) Filov
- C. maxima Duchesne ssp. maxima
- C. maxima Duchesne ssp. maxima convar. bananina Grebensc.
- C. maxima Duchesne ssp. maxima convar. hubardiana Grebensc.
- C. maxima Duchesne ssp. maxima convar. zapallitina Grebensc. (inclui a variedade "zapallito", popular na Argentina, Brasil, Bolívia, Chile e Uruguai)
- C. maxima Duchesne ssp. maxima convar. maxima
- C. maxima Duchesne ssp. maxima convar. turbaniformis (M.Roem.) Alef.

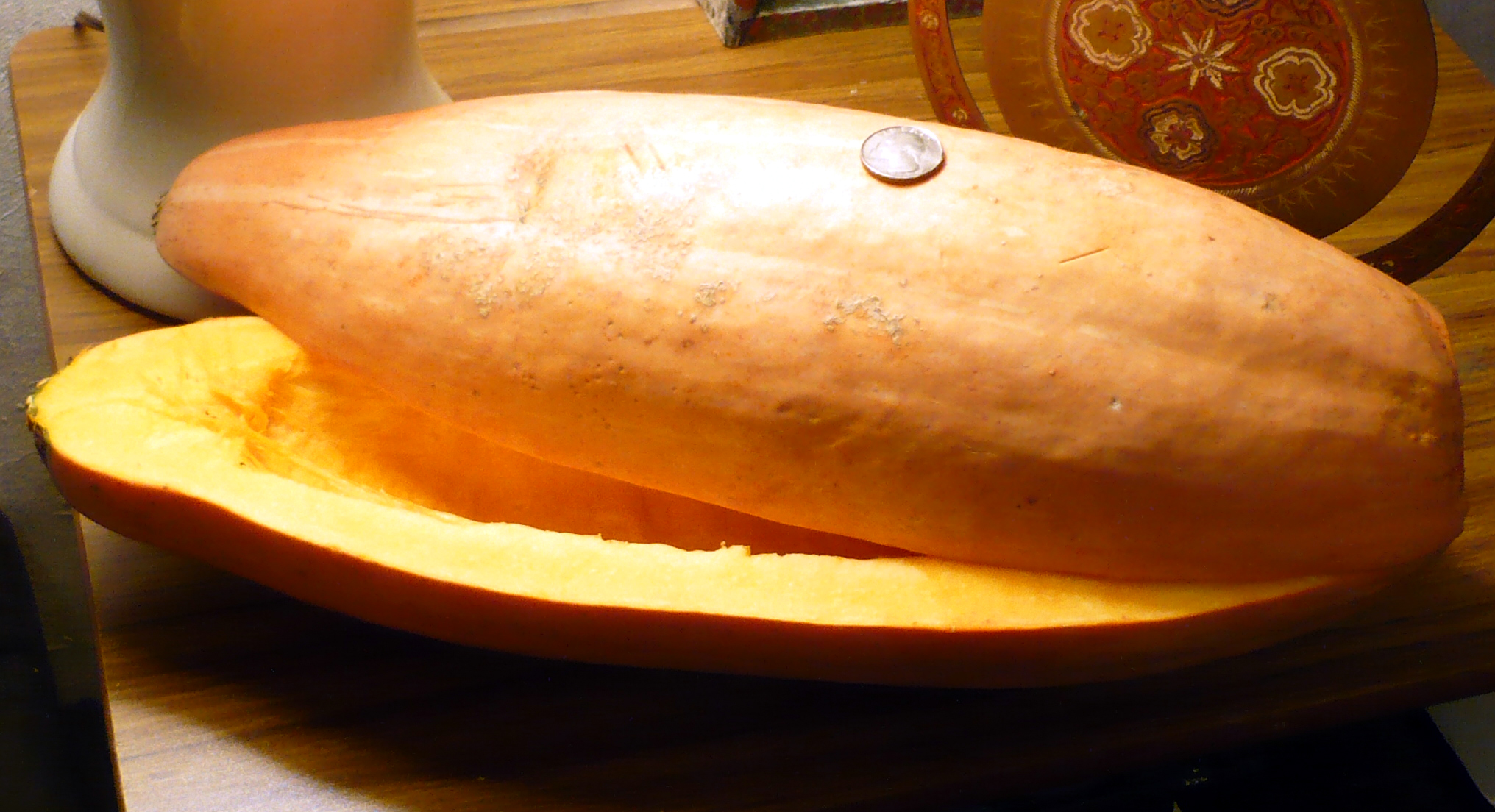
"Banana-rosada"
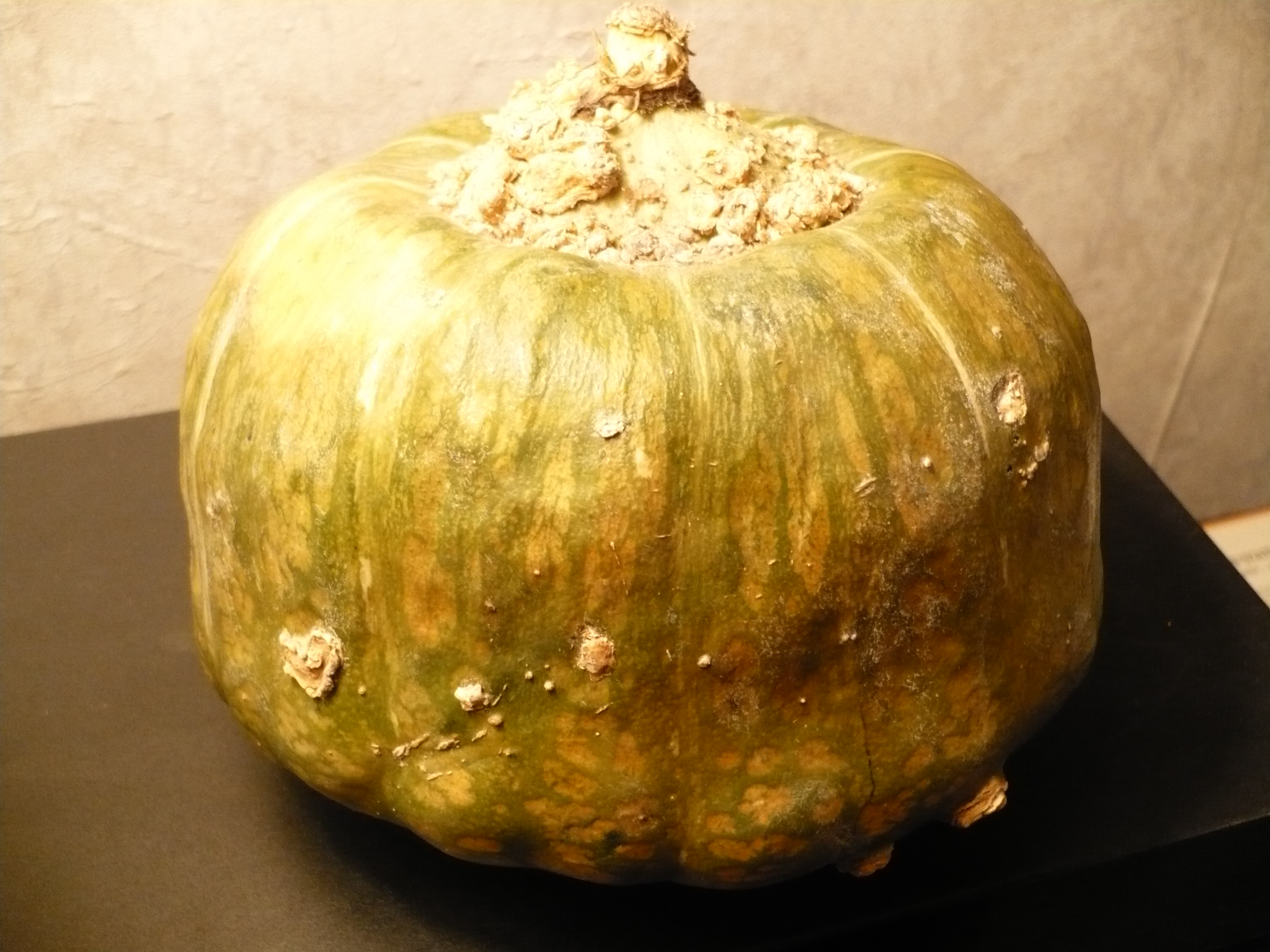
"Botão-de-ouro"
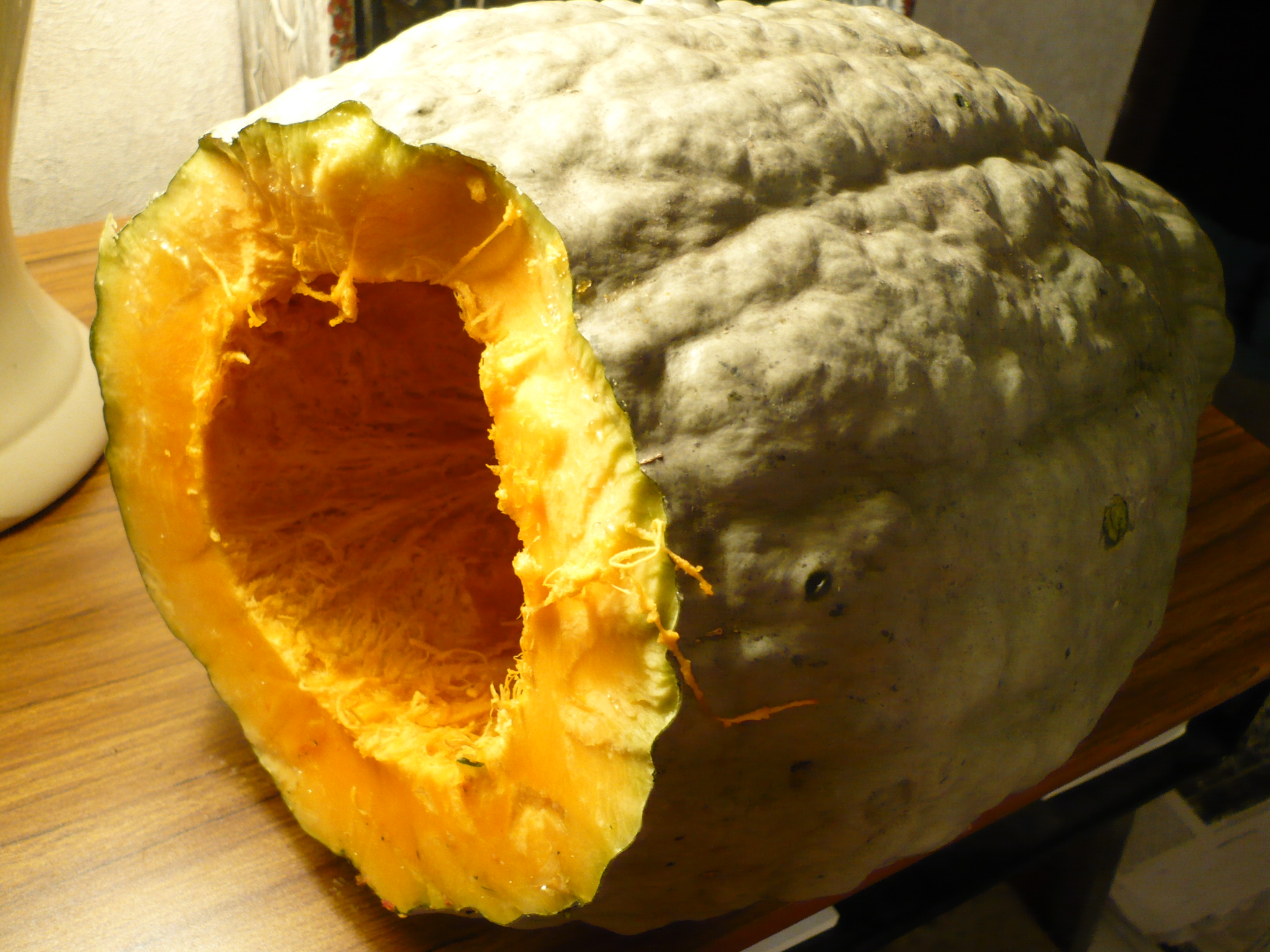
"Hubbard-azul"
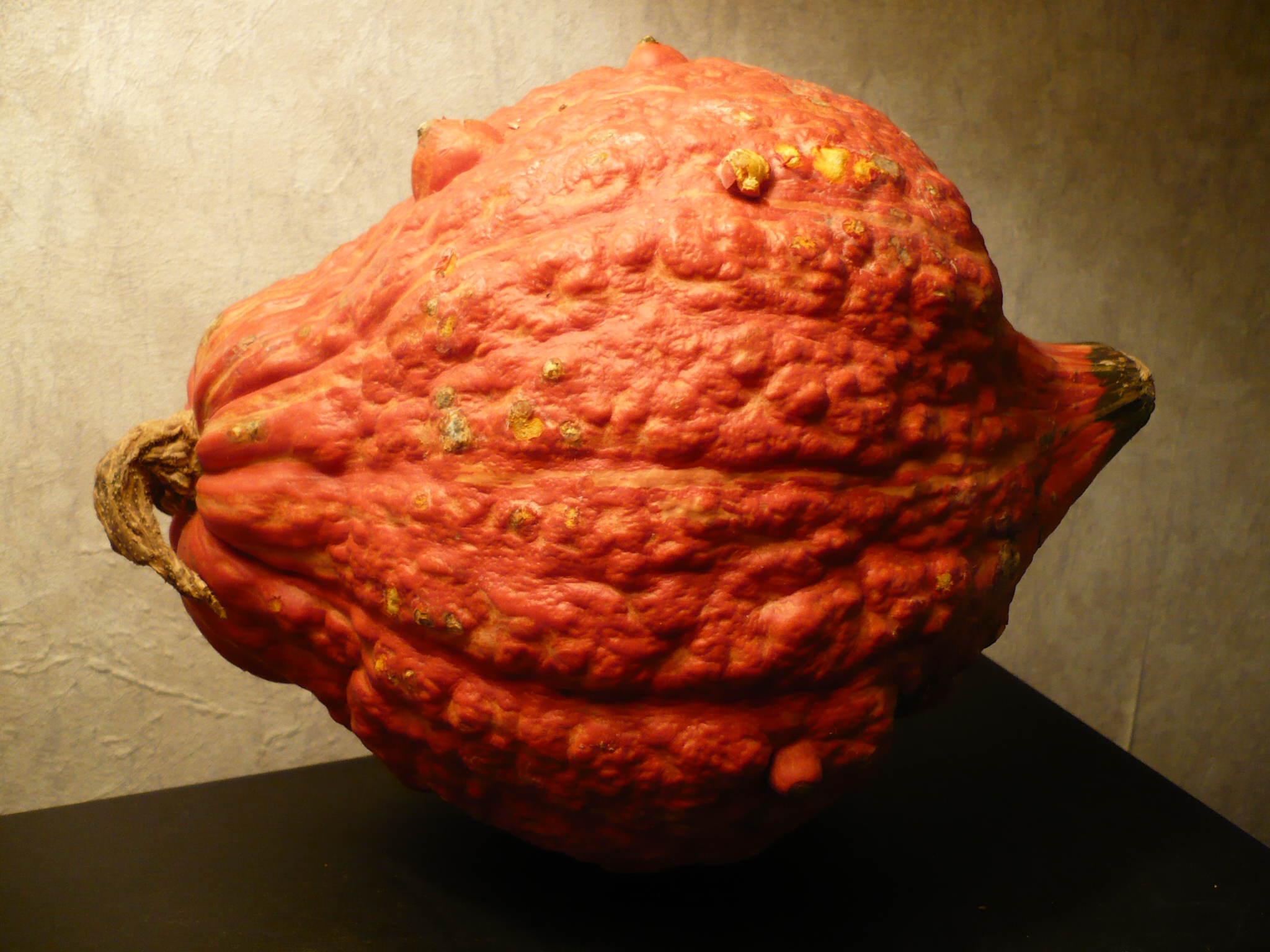
"Hubbard-dourado"
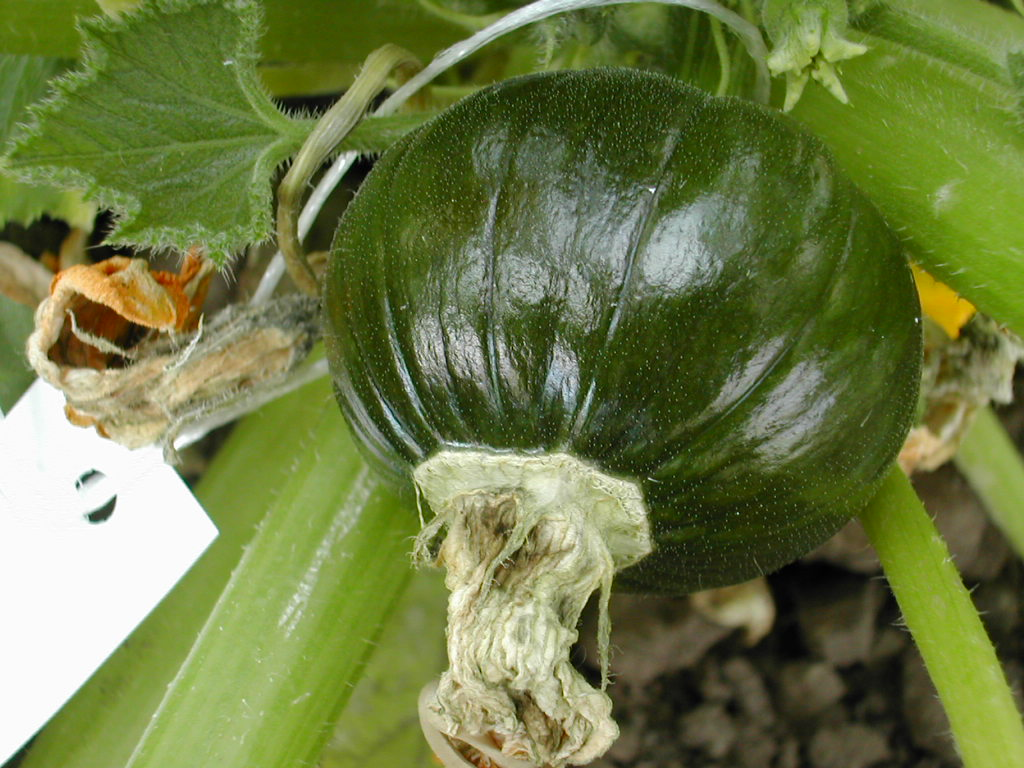
Fruto típico do "Zapallito"
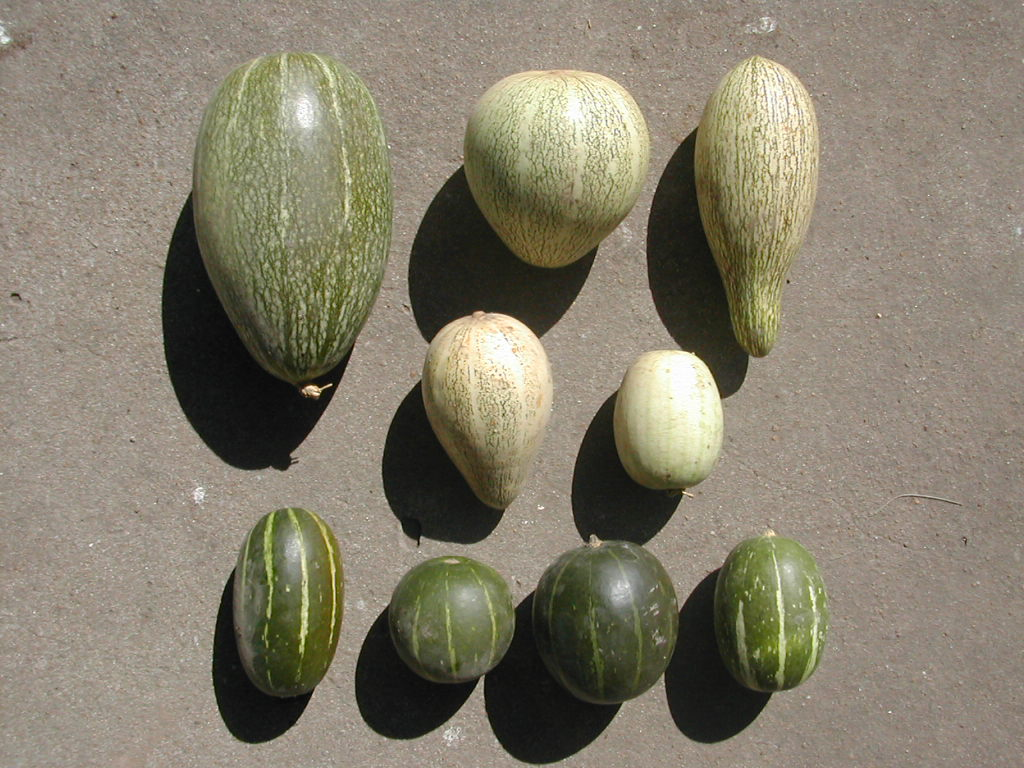
Variedades de C. maxima ssp. andreana da Argentina
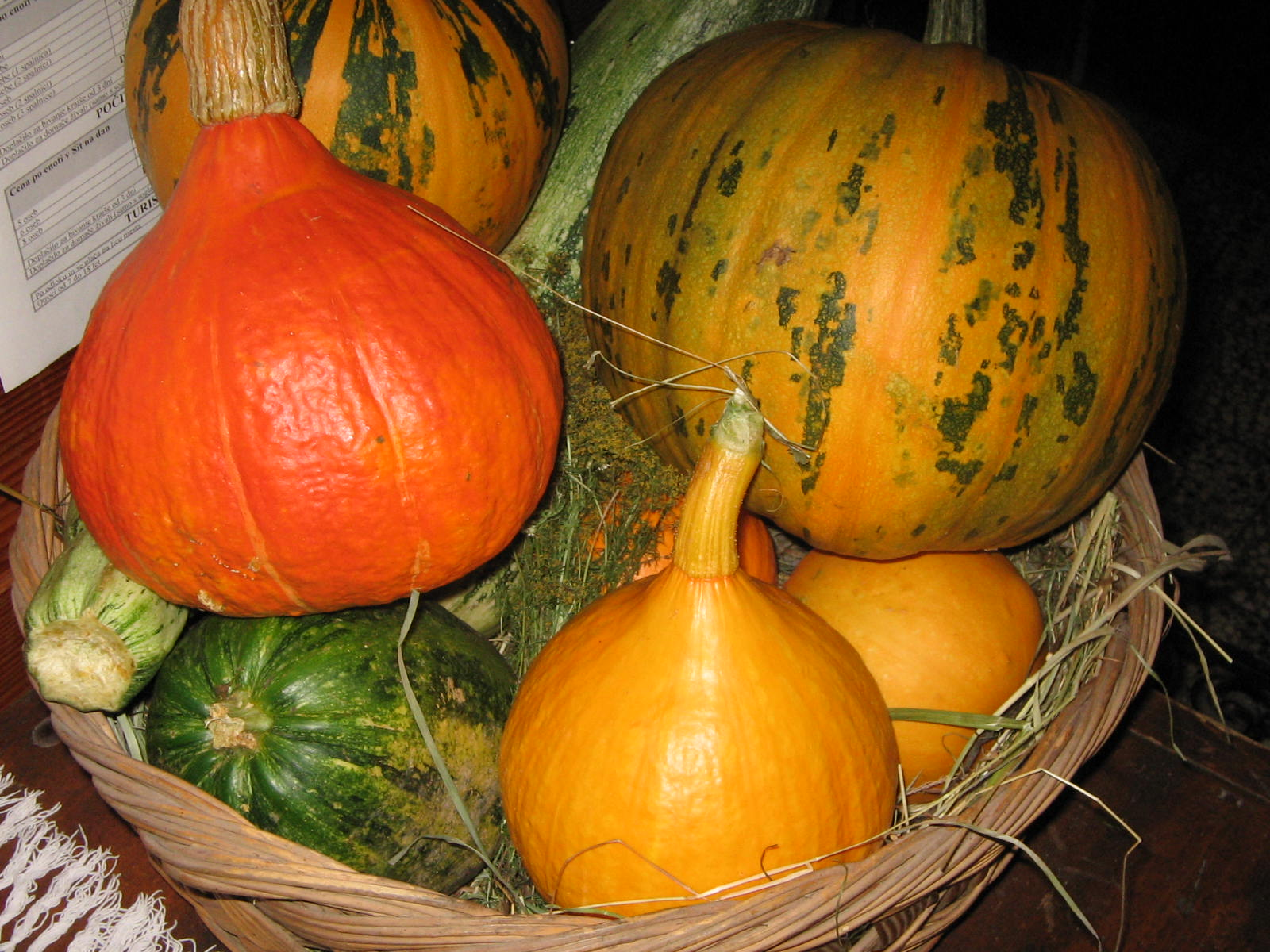
Variedades de C. maxima